# Maraîchine (danse)
Pour l’article homonyme, voir Maraîchine.
La maraîchine est une danse traditionnelle française en ligne ou en cercle, répandue dans le Marais breton-vendéen (pas de Challans) et dans le marais Poitevin (pas du marais Poitevin).
Elle est appelée couramment branle ou courante.